# Eustacesia albonotata
Eustacesia albonotata là một loài nhện trong họ Araneidae.
Loài này thuộc chi Eustacesia. Eustacesia albonotata được Lodovico di Caporiacco miêu tả năm 1954.